# Cleora compactaria
Cleora compactaria là một loài bướm đêm trong họ Geometridae.